# جولي كينت
جولي كينت (بالإنجليزية: Julie Kent)‏ هي راقصة باليه أمريكية، ولدت في 11 يوليو 1969 في بيثيسدا في الولايات المتحدة.

## وصلات خارجية
- جولي كينت على موقع IMDb (الإنجليزية)